# Tapinoma baculum
Tapinoma baculum este o specie dispărută de furnici din genul Tapinoma. Descrise de Zhang în 1989, fosile ale speciei au fost găsite în China.